# Dasocracia
La dasocracia es la parte de la dasonomía que tiene por objeto la organización del aprovechamiento de los montes.
Para que un monte tenga unas condiciones óptimas debe reunir las condiciones siguientes.
1. En cada rodal deben criarse las especies vegetales más convenientes a la localidad y a la demanda.
2. El tratamiento debe ser apropiado a la localidad y al consumo, de modo que los productos más demandados se obtengan con la mayor facilidad y seguridad posibles.
3. El monte ha de dividirse en partes independientes unas de otras.
4. El vuelo debe tener graduación proporcional de edades desde las primeras hasta las últimas, quedando distribuidos los rodales de modo que se establezca cierto orden en las cortas.
5. La calidad de los rodales debe coincidir con la calidad de la localidad.
6. Las divisiones deben estar acomodadas a las formas del terreno de modo que se facilite por ellas la localización de las cortas.
7. Los límites exteriores e interiores del monte deben marcarse coa hitos, claros y duraderos.
8. Los productos deben extraerse del monte con facilidad y economía.

La dasocracia se puede considerar dividida, con relación a sus operaciones, en reconocimiento, inventario y ordenación.

## Reconocimiento
El reconocimiento de un monte es la base de la organización de su aprovechamiento. El reconocimiento tiene por objeto enterarse del estado del monte, y, por fin, juzgar con acierto acerca de la utilidad del inventario.
El reconocimiento trata del estudio del conjunto de un monte. Se divide en tres títulos, a saber: natural, legal y forestal. En el primero se dan a conocer los elementos de producción y de consumo que hay en cada monte, considerado como una parte de la tierra; en el segundo se da a conocer la historia y vicisitudes de la propiedad y en el tercero se considera el monte aisladamente, describiendo los hechos de la producción y del consumo.

## Inventario
El inventario da a conocer el estado de la producción y consumo de cada monte en una época determinada describiendo principalmente todos aquellos hechos que pueden sujetarse a medida. El inventario, como repertorio de todas las partes de que se compone un monte, constituye la base principal de la responsabilidad administrativa de esta clase de fincas y como descripción detallada del monte sirve para fijar las bases de su aprovechamiento.
El inventario se compone de dos partes:
1. Del apeo o sea, de una colección de planos.
2. De la memoria de inventario.

## Ordenación
Hecho el inventario se puede proceder ya a la formación del proyecto de ordenación, o sea a la organización del aprovechamiento y a la determinación de la renta. La base de este proyecto es la formación previa del plan de cortas y cultivos. Las operaciones de la ordenación se reducen a cinco: 
- división del monte
- plan general de aprovechamiento
- tasación
- ejecución
- valoración y revisión.